# Morbius
Morbius é um personagem ficcional da Marvel Comics criado por Roy Thomas e Gil Kane. Morbius foi um vampiro com traços físicos resultantes de experimentos científicos ao invés de meios sobrenaturais,  que      o herói aracnídeo enfrentou em poucas ocasiões. Sua primeira aparição foi em The Amazing Spider-Man # 101, na história conhecida como "Saga dos seis braços". Morbius deixou de aparecer quando o Homem-Aranha o enfrentou em The Amazing Spider-man 210 e um acidente transformou o vilão em humano outra vez.
.

## História da Publicação

Capa de The Amazing Spider-Man #101, a primeira aparição de Morbius, capa por Gil Kane, John Romita e Artie Simek

Morbius estreou em The Amazing Spider-Man # 101 (outubro de 1971) após a atualização de fevereiro de 1971 do conselho de censura da indústria de quadrinhos, a Comics Code Authority, que levantou uma proibição de vampiros e certos outros personagens sobrenaturais naquela época. Foi a primeira edição da série Spider-Man da Marvel Comics, escrita por alguém que não seja o co-criador de personagens e editor-chefe Stan Lee. Lee estava ocupado escrevendo um roteiro para um filme de ficção científica não produzido, deixou a série ao editor mão direita, Roy Thomas. "Estávamos falando sobre fazer Dracula, mas Stan queria um vilão fantasiado. Além disso, ele não especificou o que devemos fazer", disse Thomas em 2009, acrescentando que parte da concepção do personagem veio de um filme de ficção científica não especificado da juventude de Thomas, representando um homem transformado em vampiro pela radiação e não pela magia. Thomas disse que o nome "Morbius" não foi deliberadamente retirado do antagonista Doctor Morbius no filme Forbidden Planet.
Thomas e o co-criador Gil Kane criaram o personagem como um homem que recebe habilidades e traços vampíricos através de meios científicos e não sobrenaturais. Kane baseou o visual do personagem no ator Jack Palance.

## História Ficcional do Personagem
Michael Morbius nasceu na Grécia. Ele foi atacado pelo Lagarto e derrotado quando o Homem-Aranha e o Lagarto uniram forças. Um flashback revela que Morbius era um bioquímico ganhador do Prêmio Nobel, que tinha tentado curar-se de uma doença sanguínea rara com um tratamento experimental envolvendo morcegos hematófagos e terapia de eletrochoque. No entanto, em vez disso ele foi acometido com uma condição muito pior, "pseudo-vampirismo", que imitava os poderes e sede de sangue de vampirismo lendário. Pode-se dizer que Morbius adquiriu poderes de morcego devido a isso. Morbius agora tinha de digerir sangue para sobreviver e tinha uma forte aversão à luz. Ele ganhou a habilidade de voar, bem como força sobre-humana, velocidade e habilidades de cura. Sua aparência, já feia, tornou-se hedionda - seus dentes caninos estendido em presas, o nariz achatado para parecer mais com o de um morcego, e sua pele se tornou branca. Ele também ganhou a capacidade de transformar os outros em "vampiros vivos" mordendo-os e infectando-os com a doença de pseudo-vampirismo. Mais tarde, ao procurar uma cura para sua condição, lutou contra o Homem-Aranha, o Tocha Humana, e os X-Men originais. Ele causou em John Jameson a transformação em Homem-Lobo. Ao lado Homem-Lobo, ele lutou contra o Homem-Aranha de novo.
Michael Morbius experimentou uma transformação por tratamento de choque elétrico e ingestão química em um pseudo-vampiro. Como um pseudo-vampiro, Morbius não possui todos os poderes de um vampiro real, nem é sujeito a todas as tradicionais limitações e fraquezas deles. Ele possui uma variedade de poderes sobre-humanos, alguns dos quais são semelhantes aos vampiros sobrenaturais dentro do Universo Marvel. Devido ao seu estado vampiresco, Morbius é forçado a ingerir sangue fresco em uma base regular para sustentar a sua vida e vitalidade. Quanto sangue ele exige e quantas vezes ele tem que alimentar não foi especificado nos quadrinhos. No entanto, Morbius não possui qualquer uma das vulnerabilidades místicas que os vampiros sobrenaturais estão sujeitos a, tais como alho, água benta ou crucifixo. Morbius tem uma forte aversão à luz solar, graças a sua pele fotossensível que impede qualquer proteção contra queimadura solar grave, em contraste com verdadeiros vampiros que são incinerados por ela, com o resultado que ele pode mover-se na luz do dia, mas seus poderes são diminuído e ele vai ficar na sombra, se as circunstâncias o exigirem que ele seja ativo durante o dia. Morbius também não tem a mudança de forma e os poderes de controle do tempo, e a capacidade de controlar animais, dos vampiros. Como os verdadeiros vampiros, Morbius possui a capacidade de hipnotizar os seres de menor força de vontade e trazê-los sob seu controle, algo que só pode ser rejeitado por aqueles que possuem uma vontade extremamente forte. Enquanto esteve infectados pelo demônio Bloodthirst, Morbius ganhou a habilidade de liquidificar o seu corpo, movendo-se através de pequenos espaços e esticar seus membros, conforme necessário.
Mesmo antes de ele contrair a doença de pseudovampirismo, Michael Morbius já possuía um intelecto talentoso, e ele é um biólogo especialista, bioquímico e neurorradiologista com um Ph.D. em bioquímica, e um laureado com o Nobel. Ele também frequentou a escola médica, onde se especializou em hematologia.

## Em outras mídias

### Televisão
- Morbius aparece em Homem-Aranha: A Série Animada, onde ele e Felícia entram para a equipe do Blade como Caçadores de Vampiros.

### Filmes

#### Universo Homem-Aranha da Sony
- Em Novembro de 2017, a Sony Pictures anunciou planos para fazer uma adaptação cinematográfica de Morbius, é o terceiro filme do Universo Homem-Aranha da Sony, no qual tem Jared Leto, no papel do vilão. O filme foi escrito por Matt Sazama e Burk Sharpless.[10]